# Pamlico (peuple)
Pour les articles homonymes, voir Pamlico.
Les Pamlico sont un peuple amérindien qui vivait dans l'État actuel de Caroline du Nord. Ils sont considérés comme éteint en tant que tribu.
Ils parlaient le pamlico.
Ils ont donné leurs noms à différents toponymes comme  la Pamlico (rivière), le comté de Pamlico (comté) et la baie de Pamlico (baie).